# Cosmin Contra
Cosmin Marius Contra (Timișoara, 15 de dezembro de 1975) é um treinador e ex-futebolista romeno que atuava como lateral-direito. Atualmente comanda o Al-Kholood, da Arábia Saudita.
Quando jogador, representou a Seleção Romena nas Eurocopas de 2000 e 2008.

## Títulos

### Como jogador
Politehnica Timișoara
- Divizia B: 1994–95

### Como treinador
Petrolul Ploiești
- Copa da Romênia: 2012–13

Dinamo Bucareste
- Copa da Liga da Romênia: 2016–17